# Jalasjärvi
Jalasjärvi es un antiguo municipio de Finlandia. Está fusionado a la ciudad de Kurikka desde el 1 de enero de 2016.
Se localiza en la provincia de Finlandia Occidental y es parte de la región de Ostrobotnia del Sur. La población de Jalasjärvi era de 7.834 (30 de junio de 2015) y cubría un área de tierra de 818.70 km². La densidad de población era de 9.568/km².
El municipio es monolingüe y su idioma oficial es el finés.

## Pueblos
Alavalli, Hirvijärvi, Ilvesjoki, Jalasjärvi, Jokipii, Keskikylä, Koskue, Luopajärvi, Sikakylä, Taivalmaa y Ylivalli.

## Turismo
- El Nido del Diablo, la erosión de tierra más profunda en Europa
- El Museo de Patrimonio Local de Jalasjärvi, uno de los museos locales más grandes en Finlandia. Consta de más de 25 edificios rurales y una exposición de elementos que suman 30,000 objetos en total.